# Pistolet Walther Model 1
Walther Model 1 – Pierwszy seryjnie produkowany pistolet samopowtarzalny firmy Walther to kieszonkowy pistolet na nabój 6,35 mm Browning, później nazwany Modell 1, stworzony przez Carla i Fritza Waltherów oraz Friedricha Pickerta. Prototyp pojawił się pod koniec 1908 roku. Walther Modell 1 miał zamek swobodny, mechanizm spustowy pojedynczego działania i jednorzędowy magazynek w rękojeści.